# Kabinett Stengel
Das Kabinett Stengel bildete vom 19. Mai 1856 bis zum 2. April 1860 die Landesregierung von Baden. Für das Kabinett findet sich in der Literatur teilweise auch die Bezeichnung Stengel-Meysenbug. Einen offiziellen Staatsminister als Leiter des Gesamtministeriums gab es in Baden im Zeitraum von 1846 bis 1861 nicht.
| Amt                               | Name                                                          |
| --------------------------------- | ------------------------------------------------------------- |
| Inneres und Justiz                | Franz Freiherr von Stengel seit dem 20. September 1856        |
| Äußeres und großherzogliches Haus | Wilhelm Freiherr Rivalier von Meysenbug                       |
| Krieg                             | Damian Ludwig                                                 |
| Finanzen                          | Franz Anton Regenauer blieb noch bis zum 7. April 1860 im Amt |